# Bantayan (Cebu)
Bantayan is een gemeente in de Filipijnse provincie Cebu op het eiland Bantayan en enkele andere kleinere eilanden. Bij de census van 2015 telde de gemeente ruim 79 duizend inwoners.

## Geografie

### Bestuurlijke indeling
Bantayan is onderverdeeld in de volgende 25 barangays:
| - Atop-atop - Baigad - Baod - Binaobao - Botigues - Kabac - Doong - Hilotongan - Guiwanon | - Kabangbang - Kampingganon - Kangkaibe - Lipayran - Luyongbaybay - Mojon - Obo-ob - Patao | - Putian - Sillon - Sungko - Suba - Sulangan - Tamiao - Bantigue - Ticad |

## Demografie
Bantayan had bij de census van 2015 een inwoneraantal van 79.084 mensen. Dit waren 4.299 mensen (5,7%) meer dan bij de vorige census van 2010. Ten opzichte van de census van 2000 was het aantal inwoners gegroeid met 10.959 mensen (16,1%). De gemiddelde jaarlijkse groei in die periode kwam daarmee uit op 0,98%, hetgeen lager was dan het landelijk jaarlijks gemiddelde over deze periode (1,72%).

De bevolkingsdichtheid van Bantayan was ten tijde van de laatste census, met 79.084 inwoners op 81,68 km², 968,2 mensen per km².

## Geboren in Bantayan
- Casimiro del Rosario (13 juni 1896), nationaal wetenschapper van de Filipijnen (overleden 1982).